# Peintre des Niobides
Le peintre des Niobides est un peintre de vases à figures rouges, actif à Athènes vers  470  à 450 av. J.-C. Il est nommé d'après un cratère représentant le massacre des Niobides, enfants de Niobé, par Apollon et sa sœur Artémis. Le cratère des Niobides est conservé au musée du Louvre à Paris. Dans ses autres travaux, il montre une préférence pour les scènes d'amazonomachie et représente souvent des visages de trois-quarts. Son élève Polygnotos a pratiqué la peinture sur vase en prolongeant son style.

## Vase des Niobides

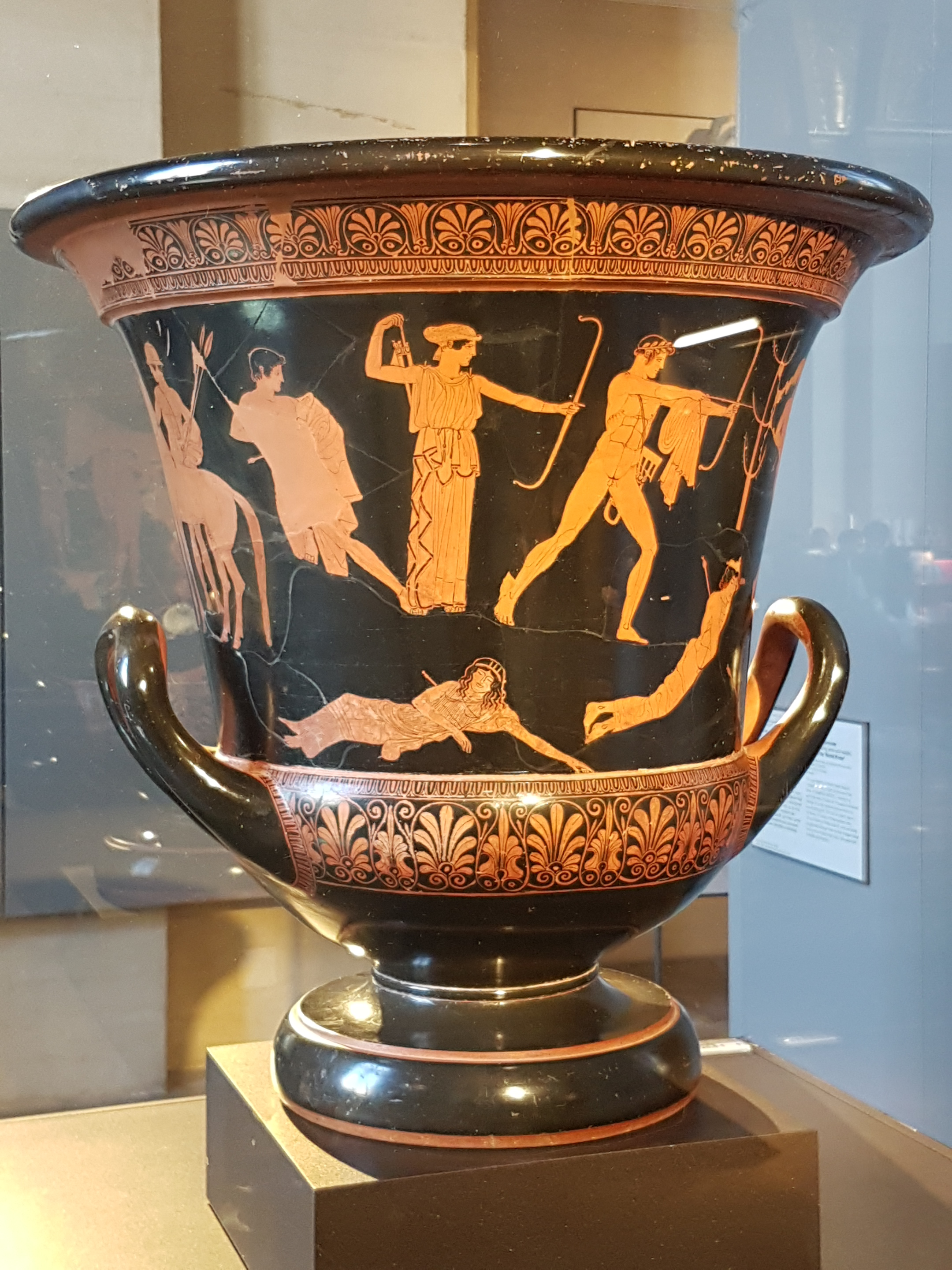
Le cratère des Niobides, face B, Musée du Louvre.

Le massacre des Niobides par Apollon et Artémis est présenté sur la face B du cratère du même nom. Cette histoire est rarement représentée dans l'art grec. Niobé s'était vantée d'être supérieure à la déesse Léto parce qu'elle a sept garçons et sept filles, tandis que Léto n'est mère que de deux enfants, Apollon et d'Artémis. Pour punir Niobé de son hybris, Leto envoie Apollon et Artémis tuer tous les enfants de Niobé avec leurs flèches,.
La signification de la scène représentée sur la face A est incertaine car le nom des personnages n'est pas indiqué. On ne reconnaît clairement qu'Héraclès et Athéna. Les autres figures font l'objet de plusieurs hypothèses. L'une d'entre elles y voit les Argonautes en attente de vents favorables à Iolcos. La scène pourrait aussi représenter la descente d'Héraclès aux Enfers afin de sauver Thésée et Pirithoos, coupables d'une tentative d'enlèvement de Perséphone. Une autre possibilité est que la figure d'Héraclès soit une statue et que les hommes qui l'entourent soient des soldats athéniens qui se placent sous sa protection avant la bataille de Marathon. Les Athéniens attribuaient leur victoire dans cette bataille au soutien d'Héraclès et ont institué un culte envers lui,.
Une flèche isolée dans le coin inférieur droit de la face B ressort probablement du corps d'un Niobide caché derrière le paysage. La présence implicite d'un corps qui n'est pas explicitement montré est une innovation remarquable dans la peinture de vase. Le peintre des Niobides tente également de placer les scènes dans un espace en profondeur en les disposant sur plusieurs niveaux de paysage. Ce changement est inspiré par la peinture sur mur et sur panneau de son époque, qui composait également leurs scènes sur plusieurs niveaux. Toutefois, cette caractéristique ne s'est pas généralisée dans la peinture sur vase et les autres œuvres du peintre des Niobides n'utilisent qu'une seule ligne de sol.

Détails du cratère des Niobides
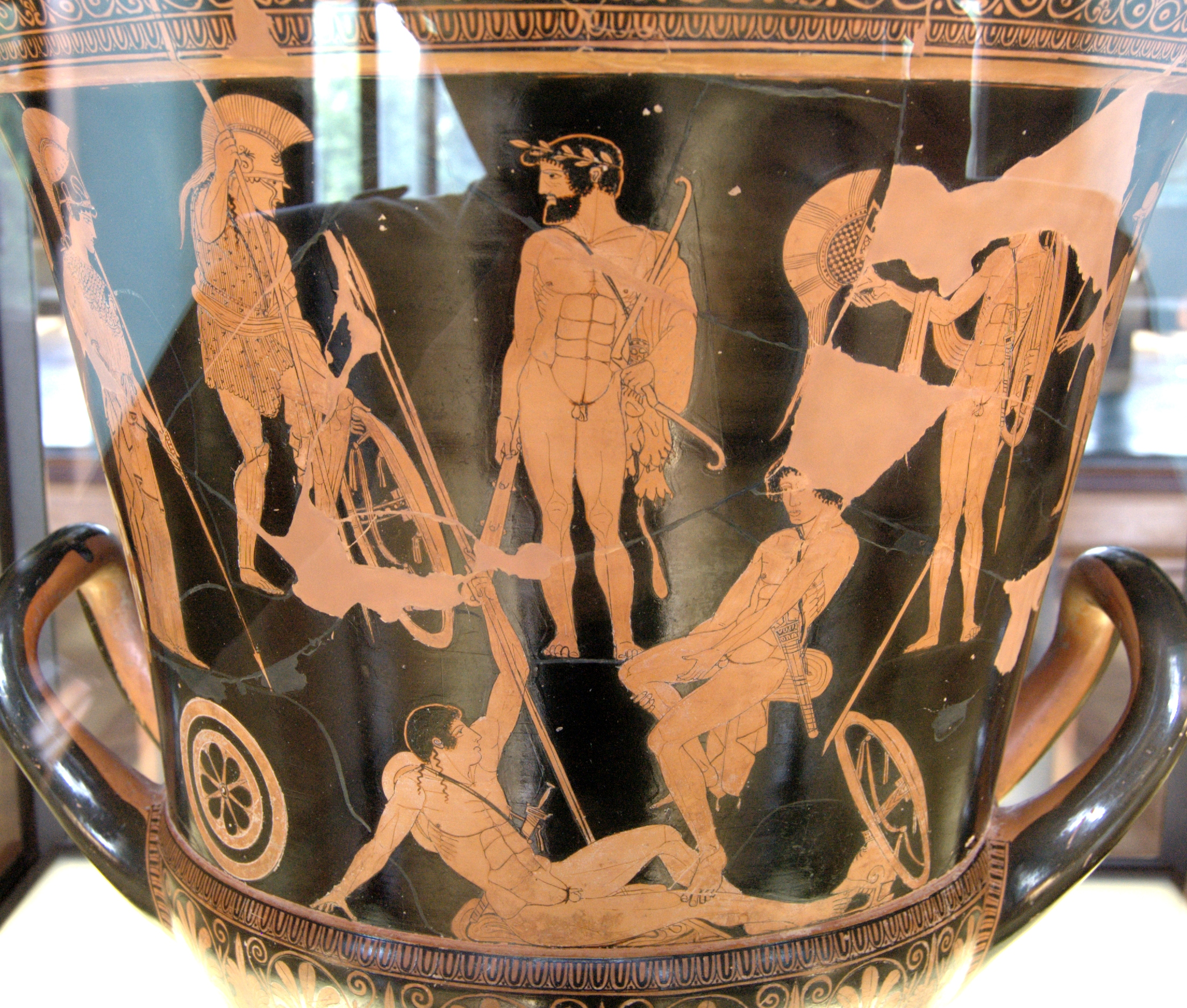
Héraclès et Athéna avec d'autres hommes sur la face A du cratère des Niobides (musée du Louvre).
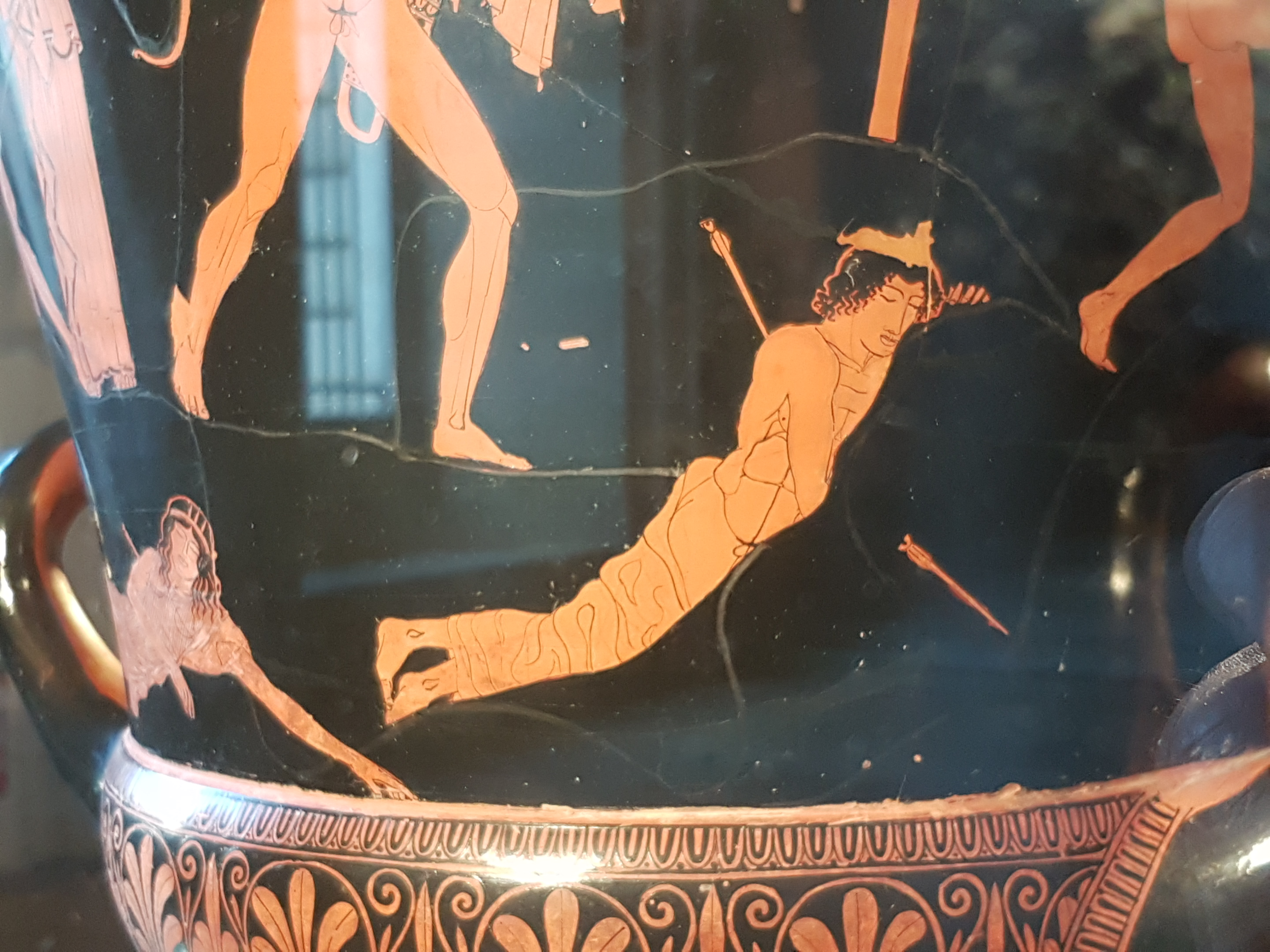
Cratère des Niobides (détail, flèche dépassant d'un rocher).
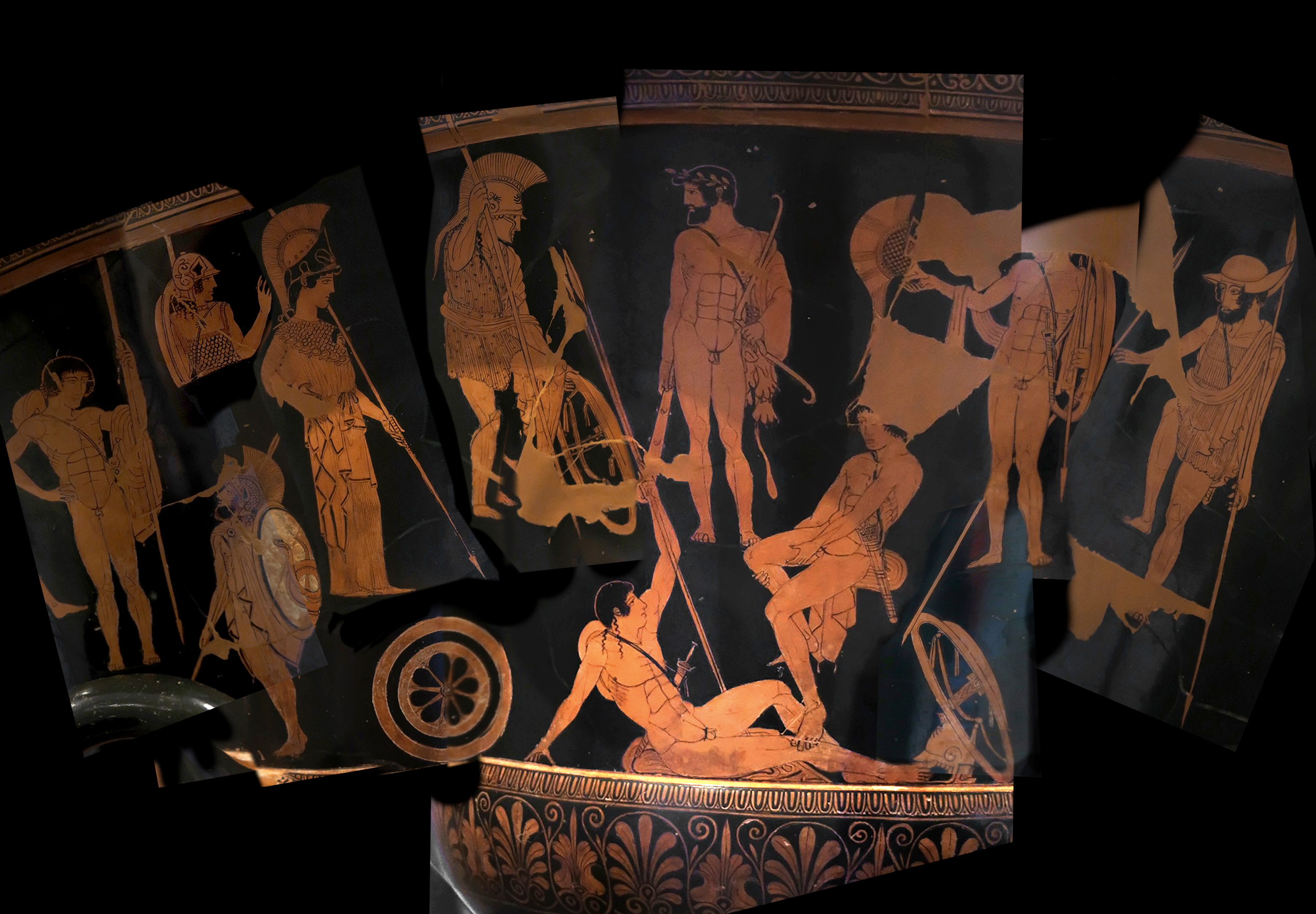
Différents personnages du cratère des Niobides.

## Autres vases
- Le cratère de Gela, cratère à volutes avec une scène d'amazonomachie, au musée archéologique d'Agrigente en Italie.
- Un autre cratère à volutes avec une scène d'amazonomachie, au musée archéologique national de Naples, en Italie.
- Un calice montrant la création de Pandore au British Museum à Londres.
- Une amphore avec Sappho enseignant la musique au Walters Art Museum, Baltimore, États-Unis

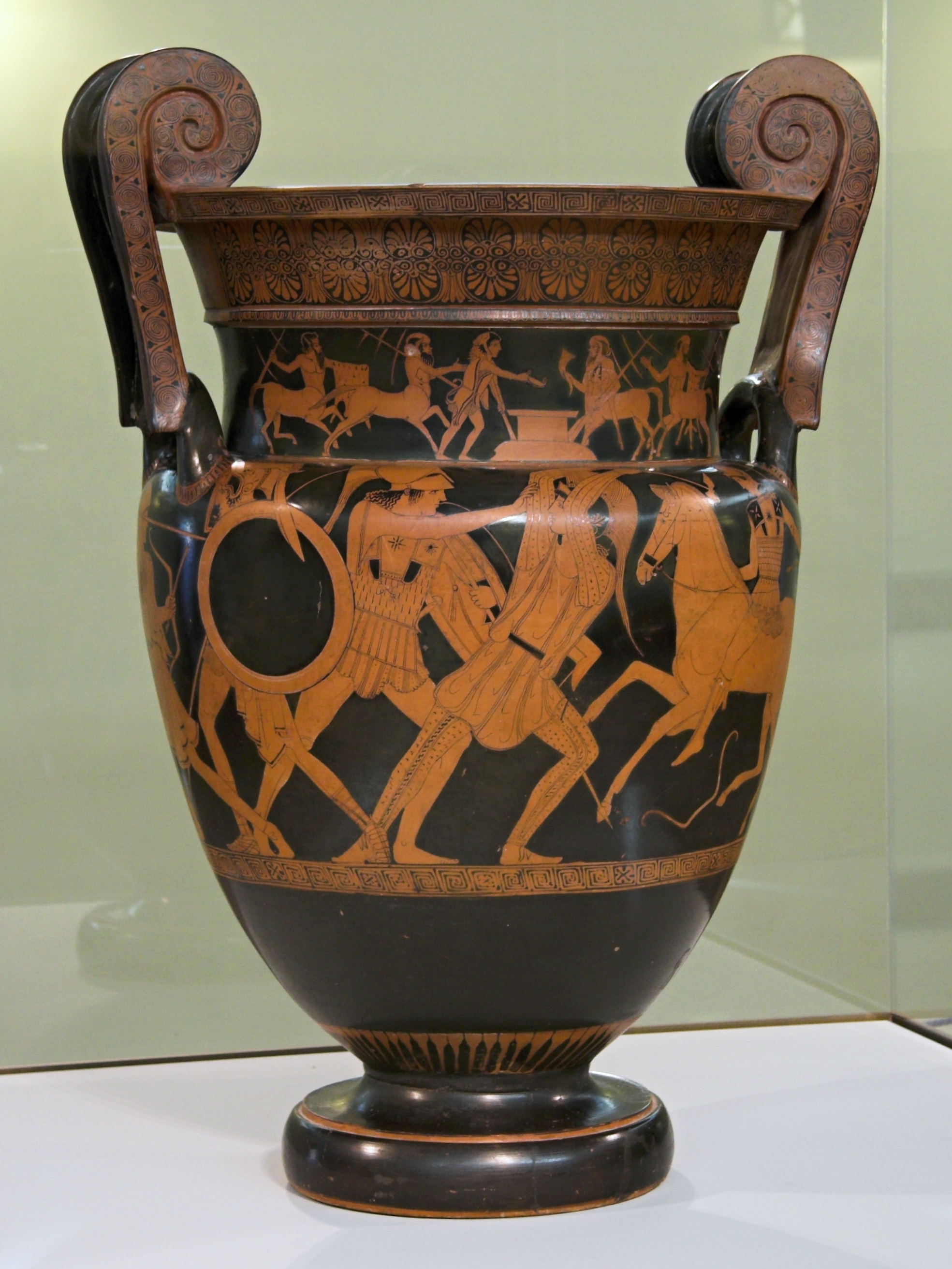
Cratère à volutes. Scène d'amazonomachie. Musée archéologique d'Agrigente
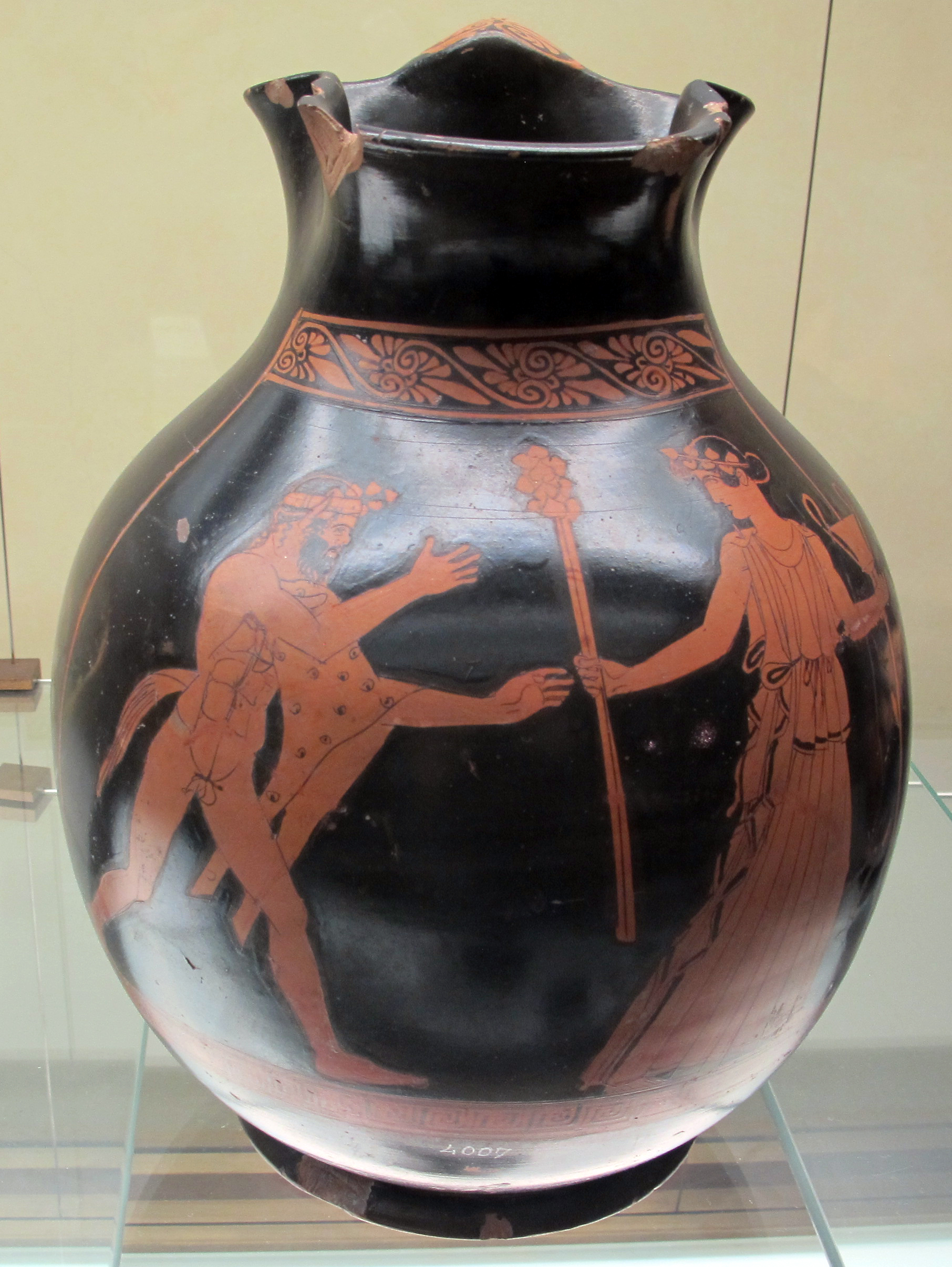
Œnochoé avec satyre chassant une ménade. Musée archéologique national (Florence)
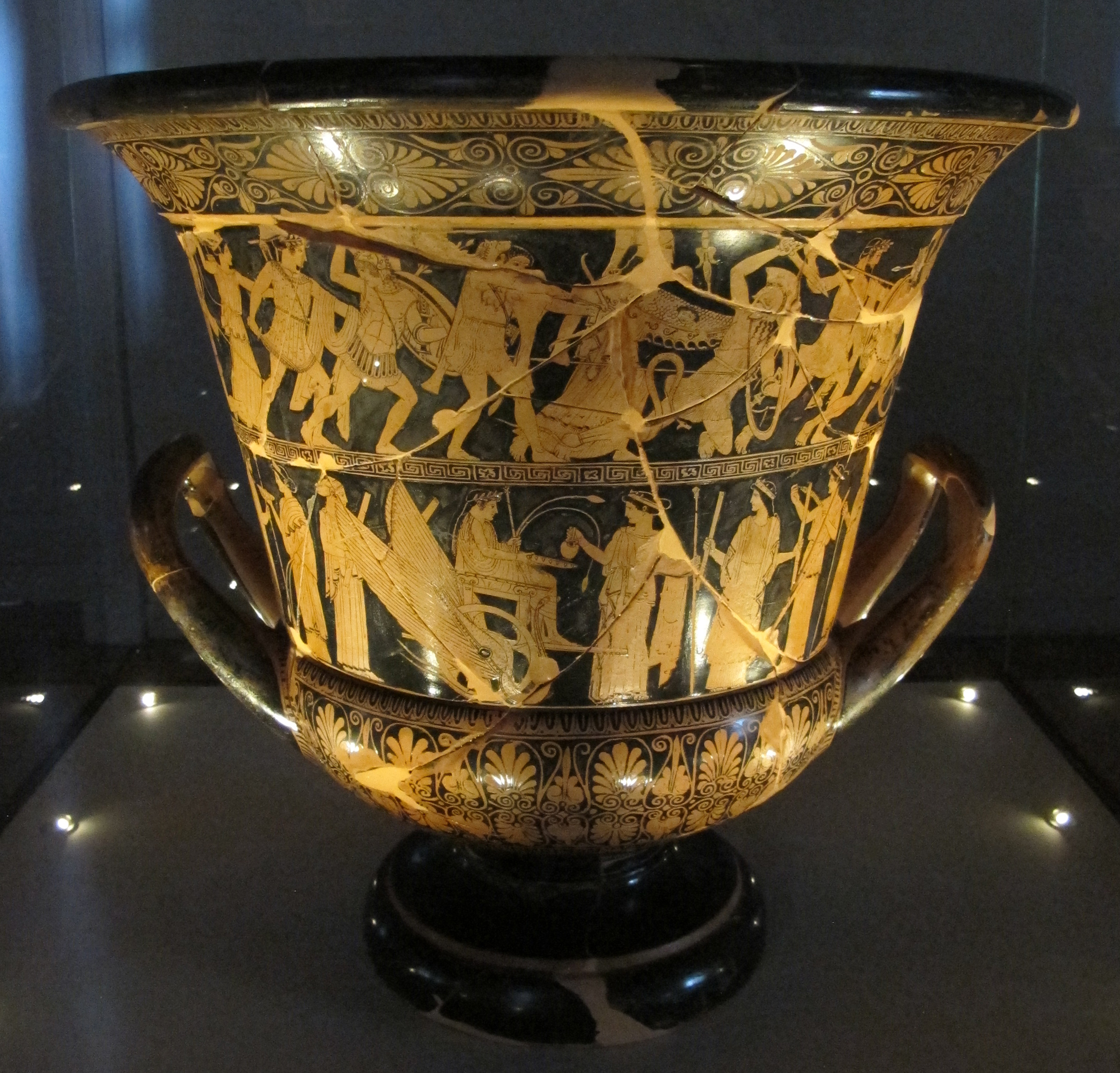
Cratère en calice avec gigantomachie, Triptolème, Déméter et Dionysos, v. 460. Musée archéologique national de Ferrare
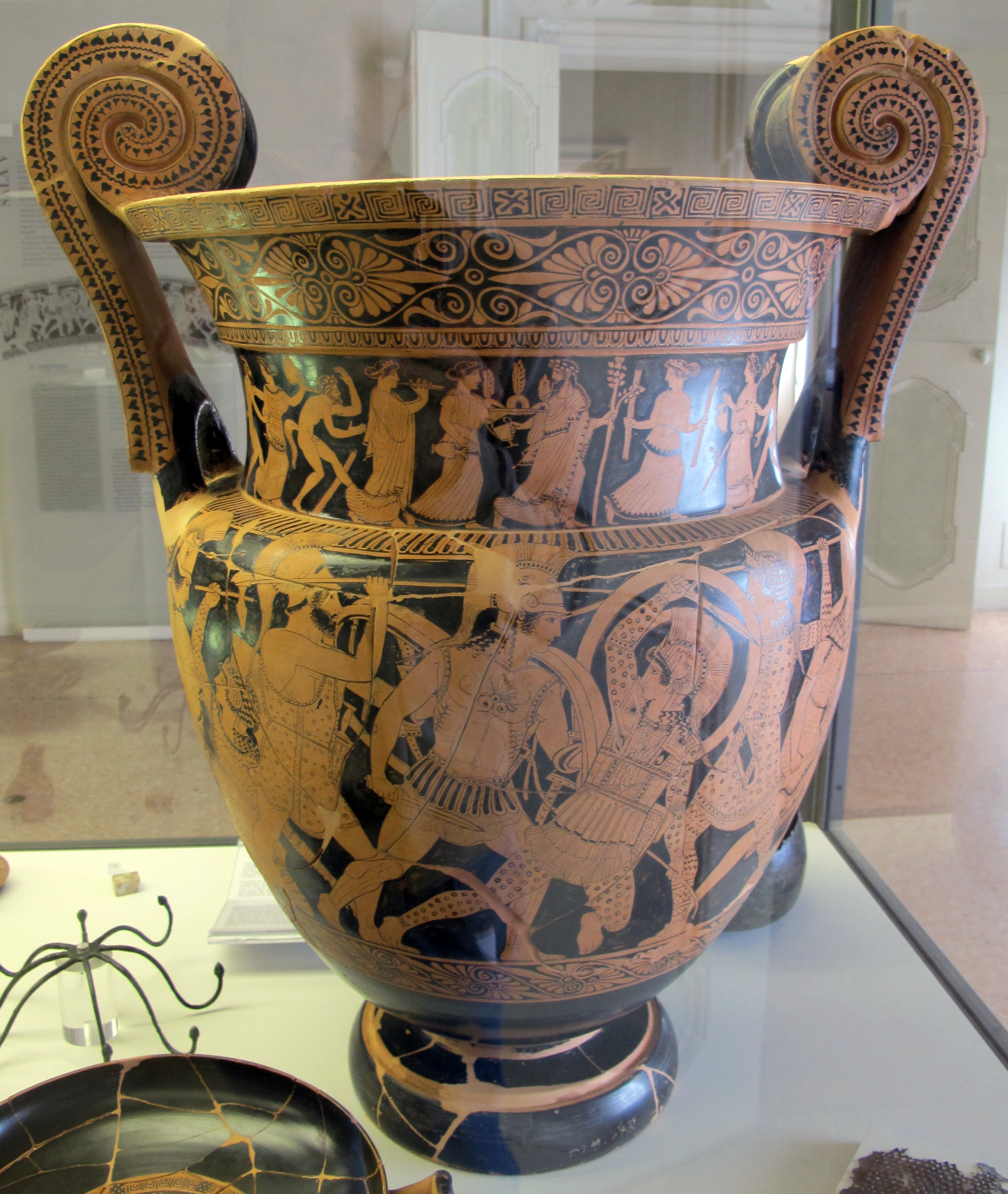
Cratère à volutes. Amazonomachie. v. 450. Musée archéologique national de Ferrare
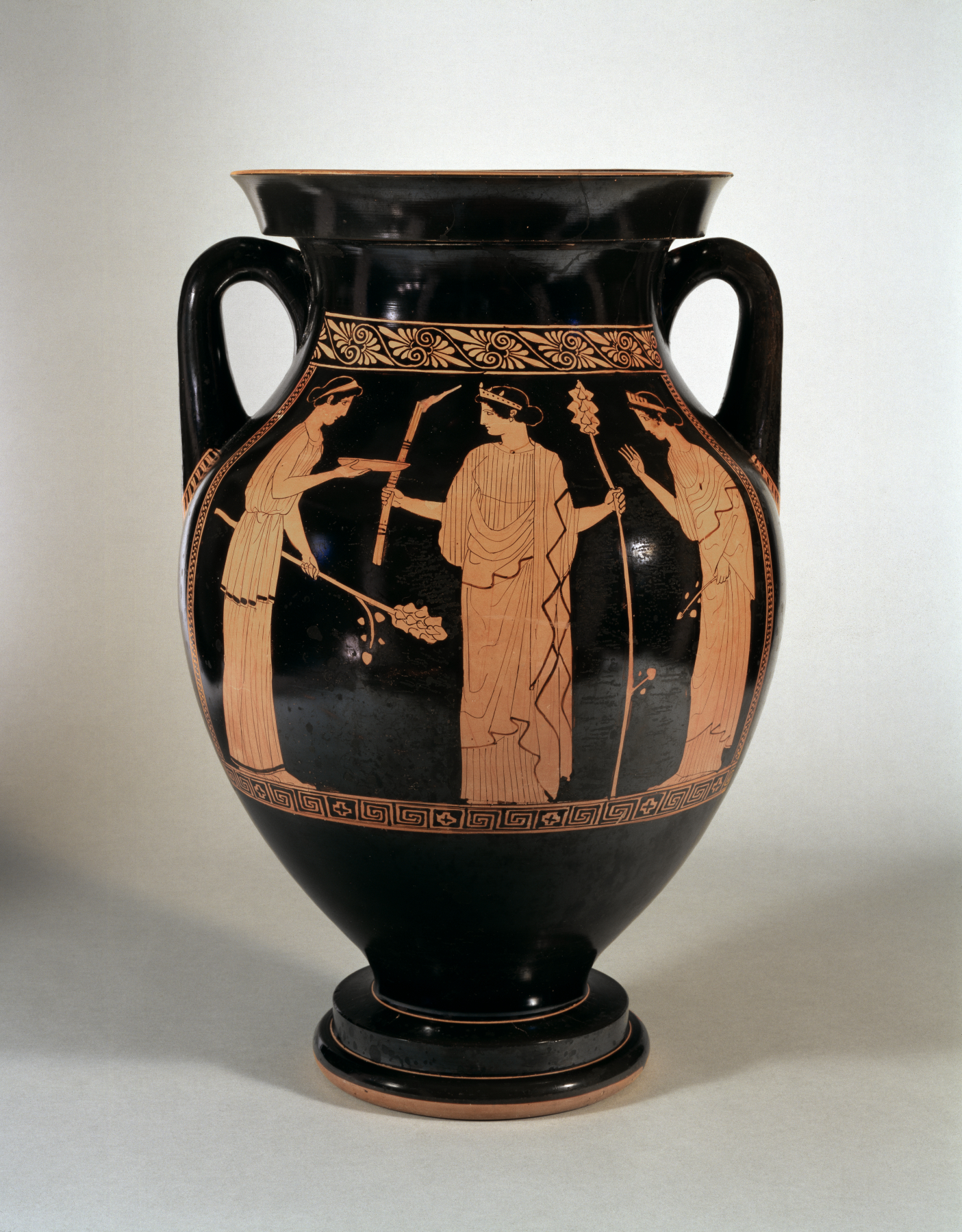
Amphore. 450-460. Walters Art Museum
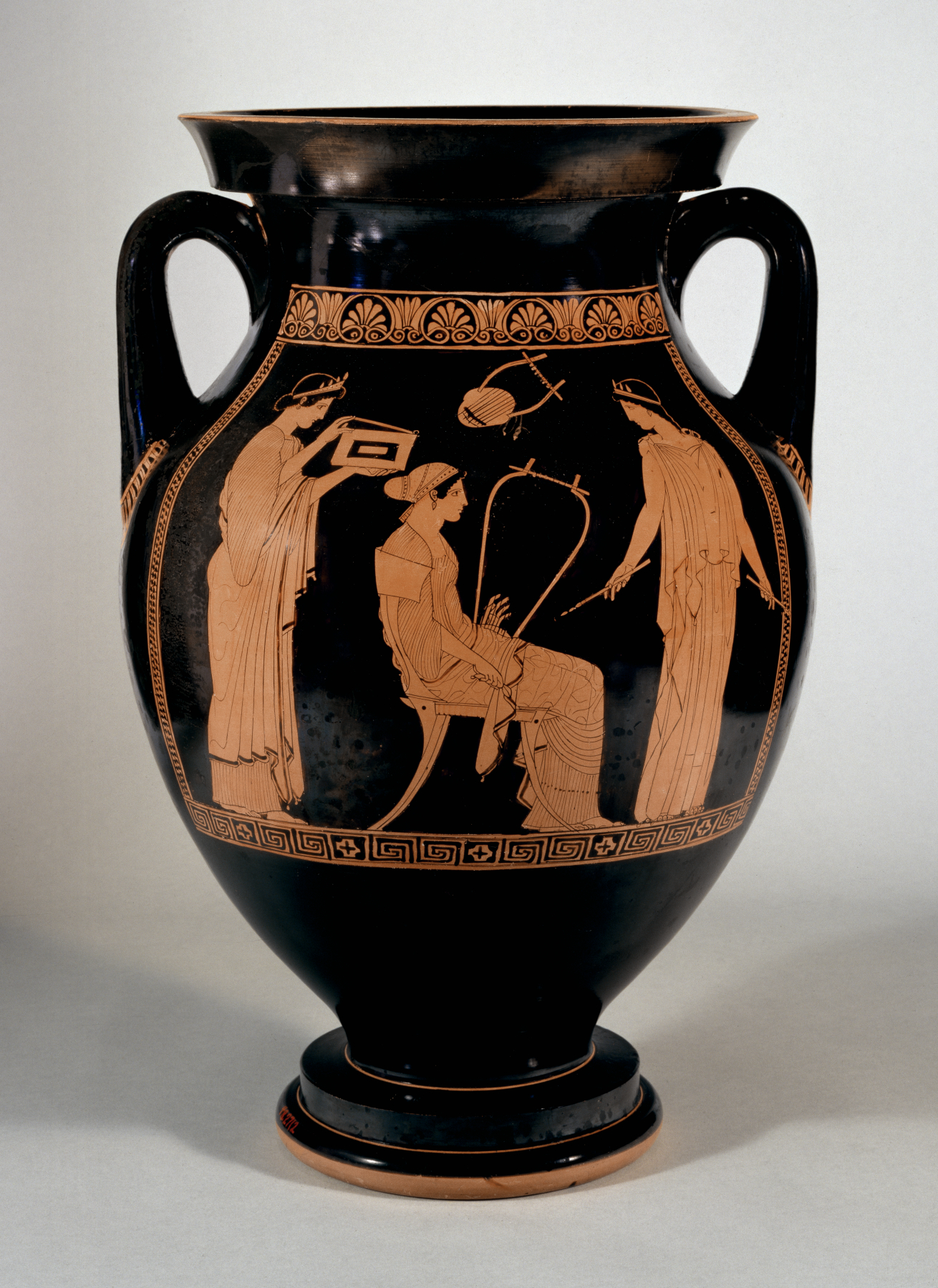
Scène musicale avec trois femmes. Côté A d'une amphore à figures rouges, Walters Art Museum.